# دافيد جيغلا
دافيد جيغلا (بالفرنسية: David Djigla)‏ هو لاعب كرة قدم بينيني في مركز الهجوم ولد في يوم 23 أغسطس 1995 في بنين، يلعب حالياً مع نادي بوردو في فرنسا، كما لعب مع منتخب بنين لكرة القدم.

## روابط خارجية
- دافيد جيغلا على موقع قاعدة بيانات كرة القدم.إي يو (الإنجليزية)
- دافيد جيغلا على موقع ناشيونال فوتبول تيمز (الإنجليزية)
- دافيد جيغلا على موقع Soccerway.com (الإنجليزية)
- دافيد جيغلا على موقع AS.com (الإسبانية)